# Kapf (Bregenzerwaldgebirge)
Der Kapf ist ein 1153 m ü. A. hoher Berg im Bregenzerwaldgebirge. Er liegt in der Nähe der Stadt Hohenems. Vom Gipfel besteht ein Ausblick auf das Rheintal und den Bodensee. Er liegt im Naturschutzgebiet Hohe Kugel - Hoher Freschen - Mellental.